# 1992-es labdarúgó-Európa-bajnokság (selejtező – 6. csoport)
Az 1992-es labdarúgó-Európa-bajnokság selejtezőjének 6. csoportjának mérkőzéseit tartalmazó lapja. A csoportban Finnország, Görögország, Hollandia, Málta és Portugália szerepelt. A csapatok körmérkőzéses, oda-visszavágós rendszerben játszottak egymással.
A csoportelső Hollandia kijutott az 1992-es labdarúgó-Európa-bajnokságra.

## Tabella
| Hely. | Csapat      | M | Gy | D | V | G+ | G– | Gk  | P  | Továbbjutás                            |     | Hollandia | Portugália | Görögország | Finnország | Málta |
| ----- | ----------- | - | -- | - | - | -- | -- | --- | -- | -------------------------------------- | --- | --------- | ---------- | ----------- | ---------- | ----- |
| 1.    | Hollandia   | 8 | 6  | 1 | 1 | 17 | 2  | +15 | 13 | Kijutott az 1992-es Európa-bajnokságra |     | —         | 1–0        | 2–0         | 2–0        | 1–0   |
| 2.    | Portugália  | 8 | 5  | 1 | 2 | 11 | 4  | +7  | 11 |                                        |     | 1–0       | —          | 1–0         | 1–0        | 5–0   |
| 3.    | Görögország | 8 | 3  | 2 | 3 | 11 | 9  | +2  | 8  |                                        | 0–2 | 3–2       | —          | 2–0         | 4–0        |       |
| 4.    | Finnország  | 8 | 1  | 4 | 3 | 5  | 8  | −3  | 6  |                                        | 1–1 | 0–0       | 1–1        | —           | 2–0        |       |
| 5.    | Málta       | 8 | 0  | 2 | 6 | 2  | 23 | −21 | 2  |                                        | 0–8 | 0–1       | 1–1        | 1–1         | —          |       |

## Mérkőzések
Az időpontok helyi idő szerint értendők.
| 1990. szeptember 12. 19:00 |

| Finnország | 0–0         | Portugália |
| ---------- | ----------- | ---------- |
|            | Jegyzőkönyv |            |

| Olimpiai Stadion, Helsinki Nézőszám: 10 242 Játékvezető: Jozef Marko (csehszlovák) |

| 1990. október 17. 21:00 |

| Portugália | 1–0               | Hollandia |
| ---------- | ----------------- | --------- |
| Águas 54'  | (0–0) Jegyzőkönyv |           |

| Estádio das Antas, Porto Nézőszám: 17 198 Játékvezető: Siegfried Kirschen (német) |

| 1990. október 31. 18:00 |

| Görögország                                              | 4–0               | Málta |
| -------------------------------------------------------- | ----------------- | ----- |
| Tsiantakis 37' Karapialis 40' Saravakos 59' Borbokis 88' | (2–0) Jegyzőkönyv |       |

| Olimpiai Stadion, Athén Nézőszám: 7768 Játékvezető: Ion Crăciunescu (román) |

| 1990. november 21. 20:00 |

| Hollandia                  | 2–0               | Görögország |
| -------------------------- | ----------------- | ----------- |
| Bergkamp 7' van Basten 18' | (2–0) Jegyzőkönyv |             |

| De Kuip, Rotterdam Nézőszám: 20 233 Játékvezető: Németh Lajos (magyar) |

| 1990. november 25. 14:30 |

| Málta    | 1–1               | Finnország   |
| -------- | ----------------- | ------------ |
| Suda 74' | (0–0) Jegyzőkönyv | Holmgren 87' |

| Nemzeti Stadion, Ta’ Qali Nézőszám: 8667 Játékvezető: Sadik Deda (török) |

| 1990. december 19. 14:30 |

| Málta | 0–8               | Hollandia                                                            |
| ----- | ----------------- | -------------------------------------------------------------------- |
|       | (0–3) Jegyzőkönyv | van Basten 9' 20' 23' 64' 80' (11-esből) Winter 53' Bergkamp 60' 66' |

| Nemzeti Stadion, Ta’ Qali Nézőszám: 10 254 Játékvezető: Rolf Blattmann (svájci) |

| 1991. január 23. 18:30 |

| Görögország                              | 3–2               | Portugália          |
| ---------------------------------------- | ----------------- | ------------------- |
| Borbokis 7' Manolas 68' Tsalouchidis 85' | (1–1) Jegyzőkönyv | Águas 18' Futre 62' |

| Olimpiai Stadion, Athén Nézőszám: 8553 Játékvezető: Carlo Longhi (olasz) |

| 1991. február 9. 15:15 |

| Málta | 0–1               | Portugália |
| ----- | ----------------- | ---------- |
|       | (0–1) Jegyzőkönyv | Futre 27'  |

| Nemzeti Stadion, Ta’ Qali Nézőszám: 3264 Játékvezető: Manfred Neuner (német) |

| 1991. február 20. 21:30 |

| Portugália                                                    | 5–0               | Málta |
| ------------------------------------------------------------- | ----------------- | ----- |
| Águas 5' Leal 34' Paneira 41' (11-esből) Futre 48' Cadete 81' | (3–0) Jegyzőkönyv |       |

| Estádio das Antas, Porto Nézőszám: 5303 Játékvezető: John Spillane (ír) |

| 1991. március 13. 20:00 |

| Hollandia                 | 1–0               | Málta |
| ------------------------- | ----------------- | ----- |
| van Basten 31' (11-esből) | (1–0) Jegyzőkönyv |       |

| De Kuip, Rotterdam Nézőszám: 36 383 Játékvezető: Dušan Krchnák (csehszlovák) |

| 1991. április 17. 20:00 |

| Hollandia                | 2–0               | Finnország |
| ------------------------ | ----------------- | ---------- |
| van Basten 9' Gullit 76' | (1–0) Jegyzőkönyv |            |

| De Kuip, Rotterdam Nézőszám: 21 426 Játékvezető: Jan Damgaard (dán) |

| 1991. május 16. 19:00 |

| Finnország                | 2–0               | Málta |
| ------------------------- | ----------------- | ----- |
| Järvinen 51' Litmanen 87' | (0–0) Jegyzőkönyv |       |

| Olimpiai Stadion, Helsinki Nézőszám: 5150 Játékvezető: Rune Pedersen (norvég) |

| 1991. június 5. 19:00 |

| Finnország   | 1–1               | Hollandia   |
| ------------ | ----------------- | ----------- |
| Holmgren 77' | (0–0) Jegyzőkönyv | de Boer 60' |

| Olimpiai Stadion, Helsinki Nézőszám: 21 207 Játékvezető: Brian McGinlay (skót) |

| 1991. szeptember 11. 21:30 |

| Portugália | 1–0               | Finnország |
| ---------- | ----------------- | ---------- |
| Dualte 22' | (1–0) Jegyzőkönyv |            |

| Estádio das Antas, Porto Nézőszám: 7236 Játékvezető: Arturo Martino (svájci) |

| 1991. október 9. 19:00 |

| Finnország  | 1–1               | Görögország      |
| ----------- | ----------------- | ---------------- |
| Ukkonen 50' | (0–0) Jegyzőkönyv | Tsalouchidis 74' |

| Olimpiai Stadion, Helsinki Nézőszám: 5225 Játékvezető: Sergei Khussainov (szovjet) |

| 1991. október 16. 20:00 |

| Hollandia    | 1–0               | Portugália |
| ------------ | ----------------- | ---------- |
| Witschge 20' | (1–0) Jegyzőkönyv |            |

| De Kuip, Rotterdam Nézőszám: 40 057 Játékvezető: George Courtney (angol) |

| 1991. október 30. 18:00 |

| Görögország                | 2–0               | Finnország |
| -------------------------- | ----------------- | ---------- |
| Saravakos 49' Borbokis 51' | (0–0) Jegyzőkönyv |            |

| Olimpiai Stadion, Athén Nézőszám: 9036 Játékvezető: Gerhard Kapl (osztrák) |

| 1991. november 20. 21:30 |

| Portugália | 1–0               | Görögország |
| ---------- | ----------------- | ----------- |
| Pinto 17'  | (1–0) Jegyzőkönyv |             |

| Estádio da Luz, Lisszabon Nézőszám: 2098 Játékvezető: Alphonse Costantin (belga) |

| 1991. december 4. 18:00 |

| Görögország | 0–2               | Hollandia              |
| ----------- | ----------------- | ---------------------- |
|             | (0–1) Jegyzőkönyv | Bergkamp 37' Blind 87' |

| Kaftanzoglio Stadium, Szaloniki Nézőszám: 25 053 Játékvezető: Bo Karlsson (svéd) |

| 1991. december 22. 14:30 |

| Málta       | 1–1               | Görögország   |
| ----------- | ----------------- | ------------- |
| Sultana 42' | (1–0) Jegyzőkönyv | Marinakis 67' |

| Nemzeti Stadion, Ta’ Qali Nézőszám: 6690 Játékvezető: Michel Girard (francia) |